# نعيم أنطاكي
نعيم أنطاكي (1903 - 1971)، سياسي سوري ورجل قانون، كان أحد قادة الكتلة الوطنية وأول وزير خارجية في عهد الاستقلال سنة 1946 ونائباً لرئيس وفد سورية المؤسس في الأمم المتحدة.

## البداية
ولد نعيم أنطاكي في مدينة حلب وهو سليل أسرة مسيحية عريقة. درس القانون في الجامعة الأميركية في بيروت وفي جامعة باريس، وعند عودته إلى سورية فتح مكتباً للمحاماة في حلب وصار وكيلاً لشركة النفط العراقية. كان مقرباً من زعيم حلب إبراهيم هنانو وتعاون معه في تأسيس الكتلة الوطنية المناهضة للاحتلال الفرنسي سنة 1932.

## الكتلة الوطنية
انتُخب نقيباً للمحامين في حلب وساهم في تنظيم الإضراب الستيني الذي أطلقته الكتلة الوطنية بعد وفاة إبراهيم هنانو، فاعتُقلَ في شباط 1936. وقد أدى هذا الإضراب إلى الإطاحة بحكومة تاج الدين الحسني المحسوبة على الفرنسيين وتعيين الوجيه الدمشقي عطا الأيوبي رئيساً للوزراء في 25 أذار 1936. توجه الرئيس الأيوبي إلى بيروت برفقة رئيس الكتلة هاشم الأتاسي لمفاوضة الفرنسيين من أجل إنهاء الإضراب. أسفرت هذه المفاوضات إلى دعوة وفد من الكتلة الوطنية إلى فرنسا لمناقشة مستقبل سوريا وعُيّن نعيم أنطاكي عضواً فيه، مع كلّ من هاشم الأتاسي وجميل مرد بك وفارس الخوري وسعد الله الجابري، وجميعهم من قادة الصف الأول في الحركة الوطنية. وبعد التوقيع على معاهدة عام 1936، عاد إلى دمشق وعُيّن مديراً لوزارة الخارجية في عهد سعد الله الجابري حتى عام 1939.

## مرحلة الأربعينيات
وفي آذار 1943، شكل عطا الأيوبي حكومته الثانية والأخيرة للإشراف على الانتخابات النيابية والرئاسية المبكرة وعهد إلى نعيم أنطاكي بحقيبة الخارجية حتى شهر آب 1943. خاض أنطاكي الانتخابات النيابية على قائمة الرئيس شكري القوتلي وفاز بالنيابة عن حلب في صيف ذلك العام. وفي 14 تشرين الثاني 1944 سمي وزيراً للمالية في حكومة فارس الخوري وأعيد تكليفه بنفس الحقيبة في حكومة سعد الله الجابري سنة 1945. شارك نعيم أنطاكي في المفاوضات النهائية مع فرنسا التي أسفرت عن جلاء قواتها عن سورية وإنهاء الانتداب سنة 1946. وفي أول حكومة شُكّلت في عهد الجلاء، عُيّن وزيراً للخارجية يوم 27 كانون الأول 1946. كما توجه إلى مدينة سان فرانسيسكو الأميركية في أيار 1945 للمشاركة في الوفد السوري المؤسس للأمم المتحدة وكان نائباً لرئيسه فارس الخوري.

## الوفاة
ترك نعيم أنطاكي وظيفته الحكومية في 6 تشرين الأول 1947، قبل أيام معدودة من صدور قرار تقسيم فلسطين، وتفرغ من يومها إلى عمله في المحاماة حتى وفاته في بيروت سنة 1971.